# Condado de Cedar (Misuri)
El condado de Cedar (en inglés: Cedar County) es un condado en el estado estadounidense de Misuri. En el censo de 2000 el condado tenía una población de 13.733 habitantes. La sede de condado es Stockton. El condado fue fundado en 1845 y fue nombrado en honor al Cedar Creek, un tributario del río Sac.

## Geografía
Según la Oficina del Censo, el condado tiene un área total de 1.291 km² (499 sq mi), de la cual 1.233 km² (476 sq mi) es tierra y 58 km² (23 sq mi) (4,53%) es agua.

### Condados adyacentes
- Condado de St. Clair (norte)
- Condado de Polk (este)
- Condado de Dade (sur)
- Condado de Vernon (oeste)

## Autopistas importantes
- U.S. Route 54
- Ruta Estatal de Misuri 32
- Ruta Estatal de Misuri 39
- Ruta Estatal de Misuri 97
- Ruta Estatal de Misuri 215

## Demografía
En el  censo de 2000, hubo 13.733 personas, 5.685 hogares y 3.894 familias residiendo en el condado. La densidad poblacional era de 29 personas por milla cuadrada (11/km²). En el 2000 había 6.813 unidades habitacionales en una densidad de 14 por milla cuadrada (6/km²). La demografía del condado era de 96,58% blancos, 0,32% afroamericanos, 0,66% amerindios, 0,46% asiáticos, 0,04% isleños del Pacífico, 0,50% de otras razas y 1,43% de dos o más razas. 1,11% de la población era de origen hispano o latino de cualquier raza. 
La renta promedio para un hogar del condado era de $26.694 y el ingreso promedio para una familia era de $32.710. En 2000 los hombres tenían un ingreso medio de $25.017 versus $17.594 para las mujeres. La renta per cápita para el condado era de $14.356 y el 17,40% de la población estaba bajo el umbral de pobreza nacional.

## Ciudades y pueblos
- Caplinger Mills
- El Dorado Springs
- Jerico Springs
- Stockton
- Umber View Heights

### Municipios
- Municipio de Benton
- Municipio de Box
- Municipio de Cedar
- Municipio de Jefferson
- Municipio de Linn
- Municipio de Madison
- Municipio de Washington